# Tavernier
Tavernier – jednostka osadnicza w Stanach Zjednoczonych, w stanie Floryda, w hrabstwie Monroe, na archipelagu Florida Keys, nad Oceanem Atlantyckim.